# في وضح النهار (مسلسل)
في وضح النهار مسلسل دراما اجتماعي سوري (تحت الإعداد لم يعرض بعد)، من تأليف يامن حجلي وعلي وجيه، إخراج سيف الدين سبيعي، وبطولة باسم ياخور وسلوم حداد.

## طاقم العمل

### العمليات الفنية
- إخراج: سيف الدين سبيعي.
- تأليف: يامن الحجلي، علي وجيه.
- إنتاج: شركتي غولدن لاين، إي سي ميديا.

### الممثلون
- باسم ياخور
- سلوم حداد
- عبد المنعم عمايري
- نظلي الرواس
- سارة الطويل
- شادي الصفدي
- أمل بوشوشة
- معن عبد الحق
- عبد الرحمن قويدر
- يزن خليل
- ميلاد يوسف

## النقد
المسلسل لم يعرض بعد.